# 中濱家住宅
中濱家住宅（なかはまけじゅうたく）は、名古屋市緑区有松に所在する登録有形文化財。

## 文化財
- 主屋（しゅおく）

明治中期に建設され、昭和初期に増築されている。木造2階建て。屋根は切妻造桟瓦葺。建築面積は240平方メートル。旧東海道に面して建てられており、1階部分は全体が木格子で外観が統一されている。2008年（平成20年）3月7日に登録有形文化財として登録される。
- 土蔵（どぞう）

明治期に建設。土蔵造2階建、瓦葺、建築面積33平方メートル。
- 物置（ものおき）

昭和初期の建築。木造平屋建、瓦葺、建築面積37平方メートル。
- 門（もん）

昭和初期の建設。木造、瓦葺、間口1.7メートル。
- 土蔵
- 門
- 物置
- 石垣及び塀

### WEB
1. 1 2 3 4 5 6  “中濱家住宅主屋”. 文化遺産オンライン.   文化庁. 2024年9月15日閲覧。
2. ↑  “中濱家住宅主屋”. 国指定文化財等データベース.   文化庁. 2024年9月15日閲覧。
3. 1 2  “中濱家住宅土蔵”. 国指定文化財等データベース.   文化庁. 2024年9月15日閲覧。
4. 1 2  “中濱家住宅物置”. 国指定文化財等データベース.   文化庁. 2024年9月15日閲覧。
5. 1 2  “中濱家住宅門”. 国指定文化財等データベース.   文化庁. 2024年9月15日閲覧。